# تجمع النخر (رماة)

'

تعديل مصدري - تعديل

تجمع النخر ( وادي رماة هي إحدى قرى عزلة رماة بمديرية رماة التابعة لمحافظة حضرموت، بلغ تعداد سكانها 39 نسمة حسب تعداد اليمن لعام 2004.